# 観光カリスマ
観光カリスマ（かんこう - ）とは、日本の地域観光振興を目的に、特色のある観光地づくりに貢献した人々を選定したもの。

## 概要
選定は内閣府及び国土交通省が中心となり、観光カリスマ百選選定委員会が選定している。2002年から2005年にかけて100名弱が選ばれた。魅力的な観光資源が乏しい地域での観光振興、疲弊した観光地の復活などを担った多様な人物が選ばれている。
国土交通省は、観光カリスマを講師にして「観光カリスマ塾」を開催、ノウハウの伝授や現場体験、受講者によるワークショップなどを実施し、次世代の観光振興を担う人材育成を行っている。

## 観光カリスマ百選一覧
※肩書は選定時点。

### 北海道地区
- 伊藤孝司（上富良野町） - フラワーランドかみふらの代表取締役社長
- 大西雅之（釧路市） - 鶴雅リゾート（旧・阿寒グランドホテル）代表取締役社長
- 小川原格（小樽市） - 籔半代表取締役社長
- 加森公人（札幌市） - 加森観光代表取締役社長
- 坂本和昭（帯広市） - 北の起業広場協同組合専務理事、旧サニーデパート（現「坂本ビル」）代表取締役社長
- 山口昭（栗山町） - 木の城たいせつ代表取締役会長
- ロス・フィンドレー（倶知安町） - ニセコアドベンチャーセンター代表取締役

### 東北地区
- 角田周（青森県五所川原市） - 企画集団「ラブリー金木」代表
- 佐藤和志（秋田県仙北市） - 乳頭温泉郷鶴の湯温泉代表取締役
- 田口久義（秋田県仙北市） - 特定非営利活動法人田沢湖ふるさとふれあい協議会会長
- 綾野輝也（岩手県奥州市） - 黒船代表取締役社長
- 工藤順一（山形県寒河江市） - 観光カリスマ工藤事務所代表
- 佐藤雄二（山形県米沢市） - 小野川温泉河鹿荘代表取締役社長
- 渋谷文枝（宮城県加美町） - 農家レストラン経営
- 小椋唯一（福島県猪苗代町） - 福島県観光連盟教育旅行アドバイザー、東北観光推進機構教育旅行アドバイザー
- 唐橋宏（福島県会津若松市） - 会津そばトピア会議会長
- 斎藤一彦（福島県いわき市） - 常磐興産代表取締役社長
- 渋川恵男（福島県会津若松市） - 七日町まちなみ協議会会長

### 関東地区
- 塙吉七（茨城県日立市） - 財団法人茨城県開発公社国民宿舎鵜の岬支配人
- 石河智舒（栃木県茂木町） - 「ゆずの里かおり村」会長
- 河合進（群馬県みなかみ町） - 元新治村助役
- 塚越裕子（群馬県渋川市） - 群馬女将の会会長、伊香保温泉郷塚越屋七兵衛代表取締役社長
- 中澤敬（群馬県草津町） - 草津町長他
- 加藤文男（千葉県富浦町） - 富浦町総務課長
- 今井輝光（東京都新宿区） - ライフスタイル研究所スタジオ29代表取締役社長
- 澤功（東京都台東区） - 澤の屋旅館館主
- 斎藤文夫（神奈川県川崎市） - 川崎市観光協会連合会会長

### 北陸甲信越地区
- 小野塚喜明（新潟県南魚沼市） - しおざわ版ダッシュ村村長
- 春日俊雄（新潟県柏崎市） - 前新潟県高柳町総務課長、新潟県柏崎市産業振興部企業立地推進室長
- 吉川真嗣（新潟県村上市） - 村上町屋商人会会長
- 矢野学（新潟県上越市） - 前新潟県安塚町長、新潟県上越市議会議員
- 堂故茂（富山県氷見市） - 氷見市長
- 中谷信一（富山県南砺市） - 前富山県利賀村総務企画課長、富山県南砺市市長公室次長
- 福島順二（富山県富山市） - 越中八尾観光協会会長
- 小田禎彦（石川県七尾市） - 加賀屋代表取締役会長
- 萬谷正幸（石川県加賀市） - よろづや観光代表取締役社長
- 小佐野常夫（山梨県富士河口湖町） - 富士河口湖町長
- 舩木上次（山梨県北杜市） - 萌木の村代表取締役社長、清里観光振興会会長他
- 市村良三（長野県小布施町） - 小布施町長
- 井上弘司（長野県飯田市） - 飯田市産業経済部担当企画幹
- 唐沢彦三（長野県小布施町） - 前小布施町長、北斎館理事長
- 小山邦武（長野県飯山市） - 前飯山市長
- 福島信行（長野県白馬村） - 白馬村長
- 星野佳路（長野県軽井沢町） - 星野リゾート代表取締役社長

### 中部地区
- 天谷光治（福井県大野市） - 大野市長
- 中川満（岐阜県白川村） - 野外博物館合掌造り民家園前事務局長
- 蓑谷穆（岐阜県高山市） - 飛騨高山観光協会会長、高山商工会議所会頭
- 村坂有造（岐阜県飛騨市） - 村坂印刷代表取締役社長
- 櫻井泰次（静岡県河津町） - 河津町長
- 西下はつ代（静岡県菊川市） - ブルーベリーオガサ代表取締役
- 小澤庄一（愛知県豊田市） - 足助観光協会会長
- 中山勝比古（愛知県南知多町） - 日間賀観光ホテル代表取締役社長
- 吉田修（三重県伊賀市） - 農事組合法人伊賀の里モクモク手づくりファーム代表取締役専務

### 近畿地区
- 笹原司朗（滋賀県長浜市） - 株式会社黒壁前社長、琵琶倉庫代表取締役社長
- 長谷川一彦（京都府京都市） - 嵯峨野観光鉄道代表取締役社長
- 小馬勝美（京都府南丹市） - 美山町前助役
- 土居年樹（大阪府大阪市） - 天神橋筋商店連合会会長
- 井上重義（兵庫県姫路市） - 日本玩具博物館館長
- 上坂卓雄（兵庫県豊岡市） - 出石城下町を活かす会元会長、上田屋油店代表取締役
- 金井啓修（兵庫県神戸市） - 有馬温泉旅館「陶泉 御所坊」主人
- 田中まこ（兵庫県神戸市） - 神戸フィルムオフィス代表
- 西村肇（兵庫県豊岡市） - 前城崎町長、西村屋代表取締役
- 細尾勝博（兵庫県多可町） - 八千代町産業課長
- 朝廣佳子（奈良県奈良市） - 読売奈良ライフ代表取締役兼編集長
- 坂本勲生（和歌山県田辺市） - 熊野本宮語り部の会会長
- 刀根浩志（和歌山県海南市） - 和歌山ほんまもん体験倶楽部事務局

### 中国地区
- 寺谷誠一郎（鳥取県智頭町） - 智頭町長
- 松場登美（島根県大田市） - 石見銀山生活文化研究所取締役所長、石見地域デザイン計画研究会会長
- 吉崎博章（島根県隠岐の島町） - 吉崎工務店代表取締役社長
- 徳永巧（岡山県真庭市） - 真庭遺産研究会事務局長
- 平田克明（広島県三次市） - 平田観光農園代表取締役
- 松浦宣秀（広島県呉市） - 藻塩の会代表
- 坂本多旦（山口県山口市） - 船方農場グループ代表

### 四国地区
- 佐藤淨（徳島県美馬市） - 前脇町長、徳島県西部農業共済組合組合長理事
- 近兼孝休（香川県琴平町） - 琴平グランドホテル代表取締役社長
- 岡田春喜（愛媛県松野町） - 松野町観光公社森の国ホテル支配人
- 野田文子（愛媛県内子町） - 内子フレッシュパーク「からり」取締役、「からり特産物直売所」運営協議会会長
- 森賀盾雄（愛媛県新居浜市） - 新居浜市経済部総括次長
- 若松進一（愛媛県伊予市） - 元愛媛県双海町地域振興課長、夕日のミュージアム名誉館長
- 東谷望史（高知県馬路村） - 馬路村農業協同組合表理事専務

### 九州地区
- 林敏幸（長崎県長崎市） - 長崎ランタンフェスティバル企画幹事会幹事長
- 後藤哲也（熊本県南小国町） - 新明館代表取締役
- 宮崎暢俊（熊本県小国町） - 小国町長
- 福田興次（熊本県水俣市） - 福田農場ワイナリー代表取締役社長
- 首藤勝次（大分県竹田市） - 大丸旅館代表取締役社長、竹田市長、元大分県議会議員
- 鶴田浩一郎（大分県別府市） - 鶴田ホテル代表取締役社長
- 溝口薫平（大分県由布市） - 由布院玉の湯代表取締役会長
- 宮田静一（大分県宇佐市） - 大分県グリーンツーリズム研究会会長
- 黒木定藏（宮崎県西米良村） - 西米良村長
- 有村佳子（鹿児島県指宿市） - 指宿ロイヤルホテル代表取締役

### 沖縄地区
- 上地長栄 - 沖縄県観光事業協同組合代表理事（沖縄県那覇市）
- 上地健次 - 国際サンゴ加工所代表取締役社長（沖縄県沖縄市）
- 上地敏夫 - 多幸山代表取締役社長（沖縄県恩納村）
- 大濵長照（沖縄県石垣市） - 石垣市長
- 白石武治（沖縄県名護市） - カヌチャベイリゾート代表取締役会長
- 竹盛洋一（沖縄県竹富町） - 竹盛旅館代表者、西表島エコツーリズム協会元会長

### 日本国外
- 山田桂一郎（スイス ツェルマット） - JTIC.SWISS代表